# Soozie Jenkinson
Soozie Jenkinson (née en 1968) est une créatrice de mode britannique. Depuis mars 1996 elle travaille pour la multinationale Marks & Spencer fondée en 1884 et devient en 1998 la directrice artistique, conception et production pour la lingerie, les sous-vêtements, maillots de bain et vêtements de sport,,,. En 2018, ses créations sont alors toujours vendues en masse dans plus de 1 400 magasins Marks & Spencer répandus dans 57 pays. En 2020, sa ligne de lingerie est toujours la première des ventes au Royaume-Uni.

## Formation
Jenkinson a grandi dans une ville balnéaire du Norfolk sans lien avec l'industrie de la mode. Elle a obtenu une licence en mode et conception de vêtements à l’Université de Kingston à Londres en 1987 où elle avait comme professeure Daphne Brooker. À la fin de sa première année, elle fait le tour de l'Italie en tant que stagiaire dans des entreprises de mode et des studios de design à Rome, Florence et Milan. Elle a travaillé avec Clarks, concevant sa propre gamme de chaussures, et a remporté un stage dans une entreprise spécialisée dans le journalisme de mode et le commerce de détail à New York. Elle déclare : « C'était avant Internet, lorsque des journalistes ont été envoyés dans le monde entier pour rendre compte des nouvelles tendances, c'était donc très excitant ! »

## Carrière
Depuis 1998, elle voyage à travers le monde en tant que directrice artistique Marks & Spencer, se rendant particulièrement au Japon, en Inde, en Amérique et en Europe pour rechercher des tendances internationales et visiter des salons de technologie et d'innovation pour trouver notamment de nouveaux tissus. En 2006, elle a lancé la gamme de lingerie M&S post-mastectomie pour les femmes ayant subi une chirurgie du cancer du sein en partenariat avec l'organisation à but non-lucratif 'Breakthrough Breast Cancer',. En 2010, elle donne une série de cours à l'université de Leeds sur la transition verte et éthique du commerce de la mode et parle de ses initiatives telles que la création d'une éco-usine au Sri Lanka. Depuis 2012, elle design et produit une ligne de vêtements de sport avec son égérie Rosie Huntington-Whiteley pour Marks & Spencer avec des scientifiques japonais.